# Immortality (album Born from Pain)
Immortality – pierwszy minialbum EP holenderskiego zespołu Born from Pain.
Album został nagrany w lipcu 1998 w Midas Studios (Lokeren, Belgia), zaś zmiksowany i zmasterowany w listopadzie 1998 w Twin Music Studio w Brunssum (Holandia). Został wydany nakładem wytwórni Contrition Records (Wielka Brytania) w 1999. Po wyprzedaniu nakładu została ponownie wydany nakładem GSR Music tj. Gangstyle Records (Holandia) w 2000 z dwoma utworami bonusowymi. Po latach 12 listopada 2017 nakładem tej samej wytwórni w formacie 12" winylu.
Utwory "Christborn" i "Fallen Angel" zostały wydane na kasecie demo zespołu.

## Lista utworów
1. "Immortality" – 4:39
2. "Monolith" – 2:58
3. "Christborn" – 2:56
4. "Darkest Deception" – 2:56
5. "Fallen Angel" – 2:53

Utwory bonusowe z 2000
6. "Poisoned Blood" (live) – 2:59
7. "Deadweight" (live) – 2:44

## Twórcy
Skład zespołu
- Ché Snelting – śpiew
- Rob Franssen – gitara basowa
- Servé Olieslagers – gitara elektryczna
- Wouter Alers – perkusja

Udział innych
- Maurice – miksowanie, mastering
- Stefan van Neerven – oprawa graficzna
- Davy Offset, Joost – fotografie